# Karl Reidel
Karl Reidel (* 25. September 1927 in Landshut; † 14. Januar 2006 in Obergangkofen) war ein deutscher Bildhauer.

## Leben

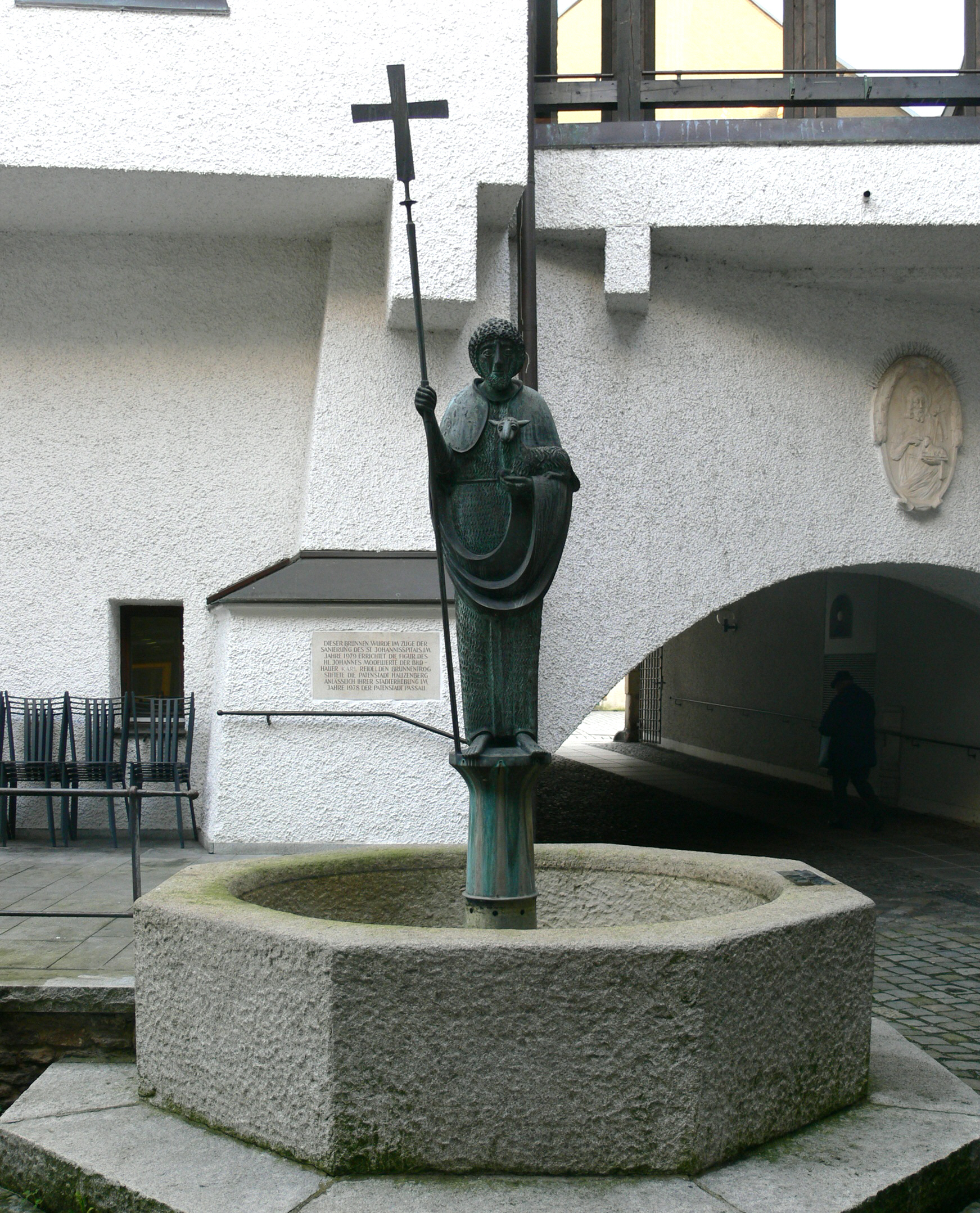
Johannes-Brunnen im Johannes-Spital in Passau (Brunnenfigur von Karl Reidel)

Karl Reidel absolvierte von 1945 bis 1948 eine Lehre als Steinbildhauer in Landshut. Nach der Gesellenprüfung studierte an der Akademie der Bildenden Künste München bei Anton Hiller. Den Abschluss erlangte er 1954 als Meisterschüler mit Abschlussdiplom. 
1953 erhielt er das Stipendium des Kulturkreises der deutschen Industrie und einen Preis beim Wettbewerb für ein Geschwister-Scholl-Denkmal der Universität München. 1954 folgte eine Auszeichnung mit dem nach dem Krieg zum ersten Mal wieder vergebenen „Großen Bayerischen Staatspreis“ für junge Künstler.
1961 hatte er seine erste Einzelausstellung bei Rolf Becker in der „Neuen Galerie im Künstlerhaus“ München. 1963 wurde er mit der Ausführung eines 65 Meter langen Kreuzweges in Beton für das Exerzitienhaus Leitershofen beauftragt. 1964 wurde er mit dem Seerosenpreis der Stadt München ausgezeichnet. 1967 erfolgte eine Beteiligung an der Ausstellung Painting & Sculpture Today im Herron Museum of Art, Indianapolis. 1968 schuf er die Nepomuk-Statue an der Kurfürstenbrücke in Amberg. 1969 erhielt er den Kulturpreis Ostbayern.
Seit Ende der 1960er Jahre galt seine intensive Beschäftigung dem Bronzeguss, die in der Gründung einer eigenen Gießerei mündete. Er erhielt zahlreiche Aufträge aus privater und öffentlicher Hand. Die dem ehemaligen Kasino der OBAG in Regensburg, Prüfeninger Straße 20, vorgelagerte Brunnenanlage schuf er 1970; Gebäude und Brunnen stehen unter Denkmalschutz (siehe Denkmalliste). Im öffentlichen Georg-Weber-Park in Rain sind von ihm ein origineller Brunnen mit allem erdenklichem Getier und eine Zweiergruppe von Pferd und Hund in lebendigem „stummem Zwiegespräch“.
Er war befreundet mit den Bildhauern Blasius Gerg in Glonn und Fritz Koenig. Reidel war auch Sammler von Glaskunstwerken. Ausgesuchte Stücke stellte er 1995 im Bergbau- und Industriemuseum Theuern aus. 2002/2003 wurde Karl Reidel durch eine große Retrospektive der Museen der Stadt Landshut geehrt; über 20.000 Besucher sahen die Ausstellung in der Heilig-Geist-Kirche.

### Privatleben
Er war verheiratet mit der Malerin und Kinderbuchautorin Marlene Reidel. Er wurde auf dem Friedhof des Ortsteils Obergangkofen der Gemeinde Kumhausen im Landkreis Landshut, beigesetzt.
Vier der sechs Kinder des Paares haben ebenfalls künstlerische Berufe: Beate Rose (Malerin und Photographin), Julia Reidel (Goldschmiedin), Eva Reidel-Verburg (Silber- und Goldschmiedin) und Antonia Reidel (Schauspielerin).

## Ehrungen
- 1953: ars viva[5]

## Publikationen
- Karl Reidel: Warum ich Bildhauer geworden bin. Morsak, Grafenau 1997.